# Nhà thờ Zacatecas
Nhà thờ Đức Mẹ Lên Trời Zacatecas (thường gọi tắt là Nhà thờ Zacatecas) là một nhà thờ Công giáo ở thành phố Zacatecas, Zacatecas, Mexico. Đây là ngôi đền đứng đầu của Giáo phận Zacatecas, và được dành thờ Đức Mẹ Maria. Nhà thờ nằm ở trung tâm thành phố lịch sử và được Unesco tuyên bố là Di sản Thế giới. Mặt tiền chính của kiến trúc này được đánh giá là một trong những ví dụ nổi bật nhất của nghệ thuật Baroque ở Mexico.